# Campionato europeo maschile di pallacanestro 1997
Il 30º Campionato Europeo Maschile di Pallacanestro FIBA (noto anche come FIBA EuroBasket 1997) si è tenuto dal 25 giugno al 7 luglio 1997 a Barcellona, in Spagna.
I Campionati europei maschili di pallacanestro sono una manifestazione biennale tra le squadre nazionali organizzato dalla FIBA Europe.

## Squadre partecipanti
Le prime tre squadre di ogni girone si qualifica per la fase successiva.

Nella successiva fase a girone a sei, si qualificano le prime quattro squadre per determinare i quarti di finale.
I primi quattro gironi di qualificazione di 4 squadre:
| Girone A - Russia - Grecia - Bosnia ed Erzegovina - Turchia | Girone B - Francia - Lituania - Slovenia - Israele | Girone C - Italia - Jugoslavia - Lettonia - Polonia | Girone D - Spagna - Croazia - Ucraina - Germania |

## Sedi delle partite
| Gruppo      | Città      | Impianto                  | Impianto | Capienza |
| ----------- | ---------- | ------------------------- | -------- | -------- |
| A           | Gerona     | Palau Girona-Fontajau     |          | 5.500    |
| B           | Gerona     | Palau Girona-Fontajau     |          | 5.500    |
| C           | Badalona   | Palau Municipal d'Esports |          | 12.500   |
| D           | Badalona   | Palau Municipal d'Esports |          | 12.500   |
| Fase finale | Barcellona | Palau Sant Jordi          |          | 17.000   |

## Gironi di qualificazione

### Gruppo A
| -  | Squadra              | P | V-P | PF-PS   | Dif |
| -- | -------------------- | - | --- | ------- | --- |
| 1. | Grecia               | 6 | 3-0 | 226-200 | +26 |
| 2. | Russia               | 5 | 2-1 | 224-185 | +39 |
| 3. | Turchia              | 4 | 1-2 | 178-223 | -45 |
| 4. | Bosnia ed Erzegovina | 3 | 0-3 | 193-213 | -20 |

| Girona 25 giugno 1997 | Grecia | 74 – 52 | Turchia | Palau Girona-Fontajau |

| Girona 25 giugno 1997 | Bosnia ed Erzegovina | 55 – 65 | Russia | Palau Girona-Fontajau |

| Girona 26 giugno 1997 | Russia | 72 – 74 | Grecia | Palau Girona-Fontajau |

| Girona 26 giugno 1997 | Turchia | 70 – 62 | Bosnia ed Erzegovina | Palau Girona-Fontajau |

| Girona 27 giugno 1997 | Grecia | 78 – 76 | Bosnia ed Erzegovina | Palau Girona-Fontajau |

| Girona 27 giugno 1997 | Russia | 87 – 56 | Turchia | Palau Girona-Fontajau |

### Gruppo B
| -  | Squadra  | P | V-P | PF-PS   | Dif |
| -- | -------- | - | --- | ------- | --- |
| 1. | Lituania | 6 | 3-0 | 244-215 | +29 |
| 2. | Israele  | 5 | 2-1 | 217-225 | -8  |
| 3. | Francia  | 4 | 1-2 | 255-257 | -2  |
| 4. | Slovenia | 3 | 0-3 | 210-229 | -19 |

| Girona 25 giugno 1997 | Lituania | 75 – 60 | Israele | Palau Girona-Fontajau |

| Girona 25 giugno 1997 | Slovenia | 75 – 85 | Francia | Palau Girona-Fontajau |

| Girona 26 giugno 1997 | Francia | 88 – 94 | Lituania | Palau Girona-Fontajau |

| Girona 26 giugno 1997 | Israele | 69 – 68 | Slovenia | Palau Girona-Fontajau |

| Girona 27 giugno 1997 | Lituania | 75 – 67 | Slovenia | Palau Girona-Fontajau |

| Girona 27 giugno 1997 | Francia | 82 – 88 | Israele | Palau Girona-Fontajau |

### Gruppo C
| -  | Squadra    | P | V-P | PF-PS   | Dif |
| -- | ---------- | - | --- | ------- | --- |
| 1. | Italia     | 6 | 3-0 | 234-209 | +25 |
| 2. | Jugoslavia | 5 | 2-1 | 280-239 | +41 |
| 3. | Polonia    | 4 | 1-2 | 227-262 | -35 |
| 4. | Lettonia   | 3 | 0-3 | 243-274 | -31 |

| Badalona 25 giugno 1997 | Jugoslavia | 103 – 76 | Polonia | Palau Municipal d'Esports de Badalona |

| Badalona 25 giugno 1997 | Lettonia | 75 – 80 | Italia | Palau Municipal d'Esports de Badalona |

| Badalona 26 giugno 1997 | Italia | 74 – 69 | Jugoslavia | Palau Municipal d'Esports de Badalona |

| Badalona 26 giugno 1997 | Polonia | 86 – 79 | Lettonia | Palau Municipal d'Esports de Badalona |

| Badalona 27 giugno 1997 | Jugoslavia | 108 – 89 | Lettonia | Palau Municipal d'Esports de Badalona |

| Badalona 27 giugno 1997 | Italia | 80 – 65 | Polonia | Palau Municipal d'Esports de Badalona |

### Gruppo D
| -  | Squadra  | P | V-P | PF-PS   | Dif |
| -- | -------- | - | --- | ------- | --- |
| 1. | Spagna   | 6 | 3-0 | 227-184 | +43 |
| 2. | Croazia  | 4 | 1-2 | 234-228 | +6  |
| 3. | Germania | 4 | 1-2 | 195-202 | -7  |
| 4. | Ucraina  | 4 | 1-2 | 209-251 | -42 |

| Badalona 25 giugno 1997 | Croazia | 75 – 55 | Germania | Palau Municipal d'Esports de Badalona |

| Badalona 25 giugno 1997 | Ucraina | 54 – 82 | Spagna | Palau Municipal d'Esports de Badalona |

| Badalona 26 giugno 1997 | Spagna | 78 – 71 | Croazia | Palau Municipal d'Esports de Badalona |

| Badalona 26 giugno 1997 | Germania | 81 – 60 | Ucraina | Palau Municipal d'Esports de Badalona |

| Badalona 27 giugno 1997 | Croazia | 88 – 95 | Ucraina | Palau Municipal d'Esports de Badalona |

| Badalona 27 giugno 1997 | Spagna | 67 – 59 | Germania | Palau Municipal d'Esports de Badalona |

## Secondo girone di qualificazione

### Gruppo E
| -  | Squadra  | P  | V-P | PF-PS   | Dif |
| -- | -------- | -- | --- | ------- | --- |
| 1. | Grecia   | 12 | 6-0 | 464-419 | +45 |
| 2. | Russia   | 11 | 5-1 | 497-398 | +99 |
| 3. | Lituania | 10 | 4-2 | 467-466 | +1  |
| 4. | Turchia  | 9  | 3-3 | 426-458 | -32 |
| 5. | Israele  | 8  | 2-4 | 439-478 | -39 |
| 6. | Francia  | 7  | 1-5 | 477-512 | -35 |

| Girona 29 giugno 1997 | Turchia | 81 – 71 | Israele | Palau Girona-Fontajau |

| Girona 29 giugno 1997 | Russia | 93 – 80 | Francia | Palau Girona-Fontajau |

| Girona 29 giugno 1997 | Grecia | 73 – 66 | Lituania | Palau Girona-Fontajau |

| Girona 30 giugno 1997 | Israele | 69 – 87 | Russia | Palau Girona-Fontajau |

| Girona 30 giugno 1997 | Francia | 71 – 80 | Grecia | Palau Girona-Fontajau |

| Girona 30 giugno 1997 | Lituania | 93 – 85 | Turchia | Palau Girona-Fontajau |

| Girona 1º luglio 1997 | Turchia | 82 – 71 | Francia | Palau Girona-Fontajau |

| Girona 1º luglio 1997 | Grecia | 85 – 82 | Israele | Palau Girona-Fontajau |

| Girona 1º luglio 1997 | Russia | 93 – 64 | Lituania | Palau Girona-Fontajau |

### Gruppo F
| -  | Squadra    | P  | V-P | PF-PS   | Dif |
| -- | ---------- | -- | --- | ------- | --- |
| 1. | Italia     | 12 | 6-0 | 439-399 | +40 |
| 2. | Jugoslavia | 11 | 5-1 | 511-444 | +67 |
| 3. | Spagna     | 10 | 4-2 | 461-387 | +74 |
| 4. | Polonia    | 9  | 3-3 | 451-518 | -67 |
| 5. | Croazia    | 7  | 1-5 | 440-443 | -3  |
| 6. | Germania   | 7  | 1-5 | 406-443 | -37 |

| Badalona 29 giugno 1997 | Polonia | 77 – 76 | Croazia | Palau Municipal d'Esports de Badalona |

| Badalona 29 giugno 1997 | Jugoslavia | 88 – 73 | Germania | Palau Municipal d'Esports de Badalona |

| Badalona 29 giugno 1997 | Italia | 63 – 60 | Spagna | Palau Municipal d'Esports de Badalona |

| Badalona 30 giugno 1997 | Croazia | 62 – 64 | Jugoslavia | Palau Municipal d'Esports de Badalona |

| Badalona 30 giugno 1997 | Germania | 62 – 67 | Italia | Palau Municipal d'Esports de Badalona |

| Badalona 30 giugno 1997 | Spagna | 104 – 61 | Polonia | Palau Municipal d'Esports de Badalona |

| Badalona 1º luglio 1997 | Polonia | 86 – 76 | Germania | Palau Municipal d'Esports de Badalona |

| Badalona 1º luglio 1997 | Italia | 74 – 68 | Croazia | Palau Municipal d'Esports de Badalona |

| Badalona 1º luglio 1997 | Jugoslavia | 79 – 70 | Spagna | Palau Municipal d'Esports de Badalona |

## Torneo Finale

### Quarti di finale
| Barcellona 4 luglio 1997 | Grecia | 72 – 62 | Polonia | Palau Sant Jordi |

| Barcellona 4 luglio 1997 | Lituania | 60 – 75 | Jugoslavia | Palau Sant Jordi |

| Barcellona 4 luglio 1997 | Russia | 70 – 67 | Spagna | Palau Sant Jordi |

| Barcellona 4 luglio 1997 | Turchia | 43 – 66 | Italia | Palau Sant Jordi |

### Semifinali
- 13º - 16º posto

| Badalona 29 giugno 1997 | Bosnia ed Erzegovina | 61 – 73 | Slovenia | Palau Municipal d'Esports de Badalona |

| Badalona 29 giugno 1997 | Lettonia | 76 – 84 | Ucraina | Palau Municipal d'Esports de Badalona |

- 9° - 12 posto

| Barcellona 4 luglio 1997 | Israele | 84 – 75 | Germania | Palau Sant Jordi |

| Barcellona 4 luglio 1997 | Francia | 84 – 79 | Croazia | Palau Sant Jordi |

- 5º - 8º posto

| Barcellona 5 luglio 1997 | Polonia | 55 – 76 | Lituania | Palau Sant Jordi |

| Barcellona 5 luglio 1997 | Spagna | 86 – 81 | Turchia | Palau Sant Jordi |

- 1º - 4º posto

| Barcellona 5 luglio 1997 | Grecia | 80 – 88 | Jugoslavia | Palau Sant Jordi |

| Barcellona 5 luglio 1997 | Russia | 65 – 67 | Italia | Palau Sant Jordi |

### Finali
- 15° - 16 posto

| Badalona 30 giugno 1997 | Bosnia ed Erzegovina | 96 – 94 | Lettonia | Palau Municipal d'Esports de Badalona |

- 13º - 14º posto

| Badalona 30 giugno 1997 | Slovenia | 75 – 80 | Ucraina | Palau Municipal d'Esports de Badalona |

- 11º - 12º posto

| Barcellona 5 luglio 1997 | Germania | 93 – 100 | Croazia | Palau Sant Jordi |

- 9º - 10º posto

| Barcellona 5 luglio 1997 | Israele | 91 – 84 | Francia | Palau Sant Jordi |

- 7º - 8º posto

| Barcellona 6 luglio 1997 | Polonia | 89 – 67 | Turchia | Palau Sant Jordi |

- 5º - 6º posto

| Barcellona 6 luglio 1997 | Lituania | 93 – 94 | Spagna | Palau Sant Jordi |

- 3º - 4º posto

| Barcellona 6 luglio 1997 | Grecia | 77 – 97 | Russia | Palau Sant Jordi |

- 1º - 2º posto

| Arbitri: | Carl Jungebrand Victor Mas |

|                                     |            |                           |
| Bodiroga 14 Rebrača 12 Danilović 10 | Punti      | 17 Myers 12 Fučka 6 Abbio |
| Đorđević 4                          | Assist     | 2 Coldebella              |
| Danilović 5                         | Rimbalzi   | 7 Marconato               |
| Željko Obradović                    | Allenatori | Ettore Messina            |

## Classifica Finale
| Campione d'Europa | Campione d'Europa    | Campione d'Europa | Campione d'Europa |
| --- | -------------------- | --- | ----------------- |
| Jugoslavia4 Bodiroga, 5 Danilović, 6 Obradović, 7 Lončar, 8 Radošević, 9 Berić, 10 Đorđević, 11 Rebrača, 12 Bulatović, 13 Savić, 14 Tomašević, 15 Topić, All. Željko Obradović |                      | |                   |
| Argento | Italia               | Italia4 Coldebella, 5 Bonora, 6 Fučka, 7 Pittis, 8 Marconato, 9 Galanda, 10 Myers, 11 Moretti, 12 Abbio, 13 Frosini, 14 Carera, 15 Gay, All. Ettore Messina                                             |                   |
| Bronzo | Russia               | Russia4 Karasëv, 5 Kudelin, 6 Kurašov, 7 Kisurin, 8 E. Pašutin, 9 Šakulin, 10 Babkov, 11 Michajlov, 12 Z. Pašutin, 13 Fetisov, 14 Panov, 15 Nosov, All. Sergej Belov                                    |                   |
| 4. | Grecia               | Grecia4 Kalaitzīs, 5 Patavoukas, 6 Mpountourīs, 7 Papanikolaou, 8 Sigalas, 9 Korōnios, 10 Alvertīs, 11 Oikonomou, 12 Myriounīs, 13 Giannoulīs, 14 Rentzias, 15 Christodoulou, All. Panagiōtīs Giannakīs |                   |
| 5. | Spagna               | Spagna4 Angulo, 5 R. Jofresa, 6 T. Jofresa, 7 Orenga, 8 Rodríguez, 9 Smith, 10 Esteller, 11 Herreros, 12 Paraíso, 13 Martínez, 14 Reyes, 15 Dueñas, All. Lolo Sainz                                     |                   |
| 6. | Lituania             | Lituania4 Jasikevičius, 5 Jurkūnas, 6 Šeštokas, 7 Timinskas, 8 Štombergas, 9 Žukauskas, 10 Lukminas, 11 Adomaitis, 12 Karnišovas, 13 Maskoliūnas, 14 Einikis, 15 Praškevičius, All. Jonas Kazlauskas    |                   |
| 7. | Polonia              | Polonia4 Kościuk, 5 Pluta, 6 Mila, 7 Darnikowski, 8 Tomczyk, 9 Zieliński, 10 Wójcik, 11 Jankowski, 12 Szybilski, 13 Bigus, 14 Bacik, 15 Dryja, All. Eugeniusz Kijewski                                  |                   |
| 8. | Turchia              | Turchia4 Konuk, 5 Tunçeri, 6 Türkcan, 7 Ene, 8 Aydın, 9 Erdenay, 10 Kutluay, 11 Evliyaoğlu, 12 Beşok, 13 Oyguç, 14 Girgin, 15 Sarıca, All. Ercüment Sunter                                              |                   |
| 9. | Israele              | Israele4 Henefeld, 5 Arditti, 6 Turgeman, 7 Muchtary, 8 Bernsley, 9 Aharoni, 10 Kattash, 11 Sheffer, 12 Shelef, 13 Cohen-Mintz, 14 Steinhauer, 15 Fleisher, All. Zvi Sherf                              |                   |
| 10. | Francia              | Francia4 Pluvy, 5 Moïso, 6 Dubos, 7 Foirest, 8 Bonato, 9 Fauthoux, 10 Risacher, 11 Gadou, 12 Julian, 13 Adams, 14 Sciarra, 15 Rippert, All. Jean-Pierre de Vincenzi                                     |                   |
| 11. | Croazia              | Croazia4 Sesar, 5 Mulaomerović, 6 Giriček, 7 Milačić, 8 Alanović, 9 Rimac, 10 Kovačić, 11 Pejčinović, 12 Kelečević, 13 Prkačin, 14 Grgat, 15 Marcelić, All. Petar Skansi                                |                   |
| 12. | Germania             | Germania4 Rödl, 5 Lütcke, 6 Terdenge, 7 Bogojevič, 8 Wucherer, 9 Harnisch, 10 Hupmann, 11 Malbeck, 12 Femerling, 13 Okulaja, 14 Nees, 15 Kühl, All. Vladislav Lučić                                     |                   |
| 13. | Ucraina              | Ucraina4 Okuns'kyj, 5 Chyžnjak, 6 Jajlo, 7 Molčanov, 8 Savčenko, 9 Lochmančuk, 10 Žuravl'ov, 11 Rubčenko, 12 Pudzyrej, 13 Murzin, 14 Bazelevs'kyj, 15 Charčenko, All. Zaurbek Chromaev                  |                   |
| 14. | Slovenia             | Slovenia4 Jeklin, 5 Jagodnik, 6 Daneu, 7 Nesterovič, 8 Kunc, 9 Zdovc, 10 Tušek, 11 Alibegović, 12 Milič, 13 Gorenc, 14 Jurković, 15 Trifunovič, All. Andrej Urlep                                       |                   |
| 15. | Bosnia ed Erzegovina | Bosnia ed Erzegovina4 Marković, 5 Firić, 6 Bećiragić, 7 Lerić, 8 Korlatović, 9 Bukva, 10 Selesković, 11 Avdić, 12 Ovčina, 13 Alihodžić, 14 Hodžić, 15 Mujezinović, All. Sabit Hadžić                    |                   |
| 16. | Lettonia             | Lettonia4 Helmanis, 5 Āzacis, 6 Valeiko, 7 Štelmahers, 8 Muižnieks, 9 Šneps, 10 Miglinieks, 11 Bagatskis, 12 Liepa, 13 Jansons, 14 Bondarenko, 15 Meļņiks, All. Igors Miglinieks                        |                   |

## Premi individuali

### MVP del torneo
- Aleksandar Đorđević

### Miglior quintetto del torneo
- Playmaker:  Aleksandar Đorđević
- Guardia tiratrice:  Dominik Tomczyk
- Ala piccola:  Dejan Bodiroga
- Ala grande:  Željko Rebrača
- Centro:  Michail Michajlov

### Statistiche individuali
- Miglior marcatore:  Oded Kattash
- Miglior rimbalzista:  Radoslav Nesterovič
- Miglior assist-men:  Damir Mulaomerović